# Gayatri Chakravorty Spivak
Gayatri Chakravorty Spivak (hindsky गायत्री चक्रवर्ती स्पिवाक; * 24. února 1942 Kalkata, Britská Indie) je indická literární kritička a teoretička.
Je známá zejména díky překladu Derridova díla O gramatologii. Článek Can the Subaltern Speak? je pokládán za zakladatelský text postkolonialismu. Samu sebe často označuje za para-disciplinární, etickou filosofku, za marxisticko-feministickou dekonstruktivistku a zajímá se o takovou problematiku jakou jsou tendence institucionálních a kulturních praktik, zaměřených na vyloučení nebo marginalizaci lidí níže společensky postavených, hlavně žen. Spivakova navrhla termín „strategický esencialismus“, jímž označuje dočasnou solidaritu, která je nezbytnou podmínkou sociální akce.
V roce 1964 se vdala za Američana Talbota Spivak, rozvedli se v roce 1977.